# Conference League South 2006-2007
La Conference League South 2006-2007 è stata la 3ª edizione della seconda serie della Conference League. Rappresenta, insiema alla Conference League North, il sesto livello del calcio inglese ed il secondo del sistema "non-league". 

## Squadre partecipanti
| Squadra                | Città                                 | Stagione precedente                                             |
| ---------------------- | ------------------------------------- | --------------------------------------------------------------- |
| Basingstoke Town       | Basingstoke                           | 19º posto in Conference League South                            |
| Bedford Town           | Bedford                               | 5º posto in Southern Football League Premier Division, promosso |
| Bishop's Stortford     | Bishop's Stortford                    | 15º posto in Conference League South                            |
| Bognor Regis Town      | Bognor Regis                          | 12º posto in Conference League South                            |
| Braintree Town         | Braintree                             | 1º posto in Isthmian League Premier Division, promosso          |
| Cambridge City         | Histon and Impington (Cambridgeshire) | 7º posto in Conference League South                             |
| Dorchester Town        | Dorchester                            | 11º posto in Conference League South                            |
| Eastbourne Borough     | Eastbourne                            | 17º posto in Conference League South                            |
| Eastleigh              | Eastleigh                             | 8º posto in Conference League South                             |
| Farnborough Town       | Farnborough                           | 3º posto in Conference League South                             |
| Fisher Athletic        | Londra (Southwark)                    | 3º posto in Isthmian League Premier Division, promosso          |
| Havant & Waterlooville | Havant                                | 6º posto in Conference League South                             |
| Hayes                  | Londra (Hayes)                        | 20º posto in Conference League South                            |
| Histon                 | Histon and Impington (Cambridgeshire) | 5º posto in Conference League South                             |
| Lewes                  | Lewes                                 | 4º posto in Conference League South                             |
| Newport County         | Newport                               | 18º posto in Conference League South                            |
| Salisbury City         | Salisbury                             | 1º posto in Southern Football League Premier Division, promosso |
| Sutton United          | Londra (Sutton)                       | 13º posto in Conference League South                            |
| Thurrock               | Purfleet (Essex)                      | 10º posto in Conference League South                            |
| Welling United         | Londra (Bexley)                       | 9º posto in Conference League South                             |
| Weston-super-Mare      | Weston-super-Mare                     | 14º posto in Conference League South                            |
| Yeading                | Londra (Hayes)                        | 16º posto in Conference League South                            |

## Classifica finale
|  | Pos. | Squadra                | Pt | G  | V  | N  | P  | GF | GS | DR  |
|  | ---- | ---------------------- | -- | -- | -- | -- | -- | -- | -- | --- |
|  | 1    | Histon                 | 94 | 42 | 30 | 4  | 8  | 85 | 44 | +41 |
|  | 2    | Salisbury City         | 75 | 42 | 21 | 12 | 9  | 65 | 37 | +28 |
|  | 3    | Braintree Town         | 74 | 42 | 21 | 11 | 10 | 51 | 38 | +13 |
|  | 4    | Havant & Waterlooville | 73 | 42 | 20 | 13 | 9  | 75 | 46 | +29 |
|  | 5    | Bishop's Stortford     | 73 | 42 | 21 | 10 | 11 | 72 | 61 | +11 |
|  | 6    | Newport County         | 70 | 42 | 21 | 7  | 14 | 83 | 57 | +36 |
|  | 7    | Eastbourne Borough     | 69 | 42 | 18 | 15 | 9  | 58 | 42 | +16 |
|  | 8    | Welling Utd            | 69 | 42 | 21 | 6  | 15 | 65 | 51 | +14 |
|  | 9    | Lewes                  | 62 | 42 | 15 | 17 | 10 | 67 | 52 | +15 |
|  | 10   | Fisher Athletic        | 56 | 42 | 15 | 11 | 16 | 77 | 77 | 0   |
|  | 11   | Farnborough Town       | 55 | 42 | 19 | 8  | 15 | 59 | 52 | +7  |
|  | 12   | Bognor Regis Town      | 52 | 42 | 13 | 13 | 16 | 56 | 62 | -6  |
|  | 13   | Cambridge City         | 49 | 42 | 15 | 7  | 20 | 44 | 52 | -8  |
|  | 14   | Sutton Utd             | 51 | 42 | 14 | 9  | 19 | 58 | 63 | -5  |
|  | 15   | Eastleigh              | 48 | 42 | 11 | 15 | 16 | 48 | 53 | -5  |
|  | 16   | Yeading                | 45 | 42 | 12 | 9  | 21 | 56 | 78 | -22 |
|  | 17   | Dorchester Town        | 45 | 42 | 11 | 12 | 19 | 49 | 77 | -28 |
|  | 18   | Thurrock               | 44 | 42 | 11 | 11 | 20 | 58 | 79 | -21 |
|  | 19   | Basingstoke Town       | 43 | 42 | 9  | 16 | 17 | 46 | 58 | -12 |
|  | 20   | Hayes                  | 43 | 42 | 11 | 10 | 21 | 47 | 73 | -36 |
|  | 21   | Weston-super-Mare      | 35 | 42 | 8  | 11 | 23 | 49 | 77 | -28 |
|  | 22   | Bedford Town           | 31 | 42 | 8  | 7  | 27 | 43 | 82 | -39 |

Legenda:
      Promosso in Conference League Premier 2007-2008.
  Ammesso ai play-off.
      Retrocesso in Southern Football League Premier Division 2007-2008.
Regolamento:
Tre punti a vittoria, uno a pareggio, zero a sconfitta.
In caso di arrivo di due o più squadre a pari punti, la graduatoria viene stilata secondo i seguenti criteri:
- differenza reti
- maggior numero di gol segnati

Note:

Il Weston-super-Mare è stato poi riammesso in Conference League South 2007-2008.
Farnborough Town non iscritto nella stagione successiva
Penalizzazione:

Il Farnborough Town è stato sanzionato con 10 punti di penalizzazione.

## Spareggi

### Play-off

#### Tabellone
|  | Semifinali | Semifinali             | Semifinali | Semifinali | Semifinali |  |  | Finale | Finale         | Finale |  |
|  |            |                        |            |            |            |  |  |        |                |        |  |
|  | 5          | Bishop's Stortford     | 1          | 1          | 2          |  |  |        |                |        |  |
|  | 2          | Salisbury City (dts)   | 1          | 3          | 4          |  |  | 2      | Salisbury City | 1      |  |
|  | 4          | Havant & W.            | 1          | 1          | 2          |  |  | 3      | Braintree Town | 0      |  |
|  | 3          | Braintree T. (4-2 dcr) | 1          | 1          | 2          |  |  |        |                |        |  |